# مقاطعة فرازدين

موقع المقاطعة بالنسبة لكرواتيا.

مقاطعة فرازدين هي إحدى مقاطعات كرواتيا ومركزها مدينة فرازدين.